# 콘래드 서울 호텔
콘래드 서울(영어: Conrad Seoul) 또는 콘래드 서울 호텔(영어: Conrad Seoul Hotel)은 대한민국 서울특별시 영등포구 국제금융로 (여의도동) IFC에 부속된 호텔 건물이다. 지상 37층, 200m짜리 초고층 건물으로 서울국제금융센터 단지 내에서 두 번째로 높은 건물이다. SIFC호텔디벨로프먼트 소유인 이 호텔은 서울에서는 처음으로 세워진 콘래드 호텔이며, 스카이라운지, 434개의 고급 객실 등 다양한 서비스를 제공한다.
콘래드의 명칭은 회사 설립자인 콘래드 힐튼의 이름을 따서 만들었고 호텔을 가리키는 말이 되었다.

## 역사
여의도의 초고층 호텔인 콘래드 서울 호텔은 2003년부터 2006년까지 계획이 있었다. 2006년에 착공하여 2012년에 완공하였다. 서울국제금융센터가 개장하기 전인 11월 12일에 개장하였다.

## 높이
콘래드 서울 호텔의 높이를 설명하면 첨탑은 200m, 지붕은, 199m, 최상층은 184m이다. 2012년에 완공 당시 대한민국에서 가장 높은 호텔이 되었고 서울특별시에서 가장 높은 호텔이 되었으며 동북아무역타워(68층, 305m)와 롯데월드타워(123층, 555m)가 개장되기 전까지는 대한민국에서 가장 높았다.

## 특징

### 호텔의 특징
전경련 회관 옆에 위치한 45층짜리 메리어트 호텔과 더불어 여의도의 대표적인 고급 호텔이며 콘래드(CONRAD)라는 영어 간판이 있다. 꾸준히 매각설이 제기되고 있다.
컨트롤은 침대 왼쪽에 컨트롤이 있으며 조명, 온도, 알림, 블라인드 등을 설정할 수 있고 화장실 거울에는 TV가 있다. 조망의 오른쪽에는 63빌딩이 보이고 LG트윈타워, 서강대교, 북한산, 아파트 등이 보인다.

### 레스토랑의 특징
2층에서 9층까지에는 레스토랑이 있고 2층에 있는 이탈리아 레스토랑 ‘아트리오’와 다양한 동서양 요리를 즐길 수 있는 뷔페식 레스토랑 ‘제스트’를 간판 레스토랑으로 내세웠다.

## 가격
- 아침 (오전 6:30 ~ 오전 10:30) : 성인 60,000원, 어린이 30,000원
- 점심 (오전 11:30 ~ 오후 2:30) : 성인 120,000원 (주말 145,000원), 어린이 60,000원 (주말 72,500원)
- 저녁 (오후 6:00 ~ 오후 9:30) : 성인 135,000원 (주말 155,000원), 어린이 67,500원 (주말 77,500원)

## 시설

### 주요 시설

#### 객실
객실에는 콘래드라는 호텔이 있다.

### 내부 시설
콘래드 서울 1층 로비와 2~9층 레스토랑, 연회실과 비즈니스센터, 스파, 피트니스 클럽과 수영장 등 각종 시설이 있고 8층에는 펄스8인 수영장과 골프장인 풀이 있고, 10~36층 객실, 37층 스카이라운지·식당 등으로 구성돼 있다. 1층 정문으로 들어서면 5층까지 이어지는 36.5ｍ 길이의 나선형 계단이 눈에 띈다.
| 층수                | 용도                                |
| ------------------- | ----------------------------------- |
| 37층                | 스카이라운지, 식당 (37 Grill & BAR) |
| 10층 ~ 36층         | 객실                                |
| 9층                 | 스파(SPA), 버티고(VVertigo)         |
| 8층                 | 펄스8 (PULSE 8), 풀(POOL)           |
| 6층                 | 스튜디오(STUDIO)                    |
| 5층                 | 파크볼룸(PARK BOLLROOM)             |
| 3층                 | 그랜드볼룸(GRAND BOLLROOM)          |
| 2층                 | 아트리오(ATRIO), 제스트(ZEST)       |
| 1층                 | 로비(LOBBY), 10G                    |
| 지하 1층            | 바(BAR), IFC몰(IFC MALL)            |
| 지하 7층 ~ 지하 2층 | 지하주차장                          |

## 대중문화

### 영화
- 2013년에 개봉된 더 테러 라이브에 나온다.
- 2014년에 개봉된 내부자들에 나온다.
- 2017년에 개봉된 아일라에 나온다.
- 2017년에 개봉된 리얼에 나온다.
- 2022년에 개봉된 사이버 지옥: N번방을 무너뜨려라에 나온다.

### 드라마
- 2017년에 방영된 김과장 8회에 나온다.
- 2017년에 방영된 GMA 일일연속극 한국인 자기야에 나온다.
- 2017년에 방영된 훈남정음에 나온다.
- 2018년에 방영된 드라마 스테이지에 나온다.
- 2018년에 방영된 김비서가 왜 그럴까에 나온다.

## 갤러리

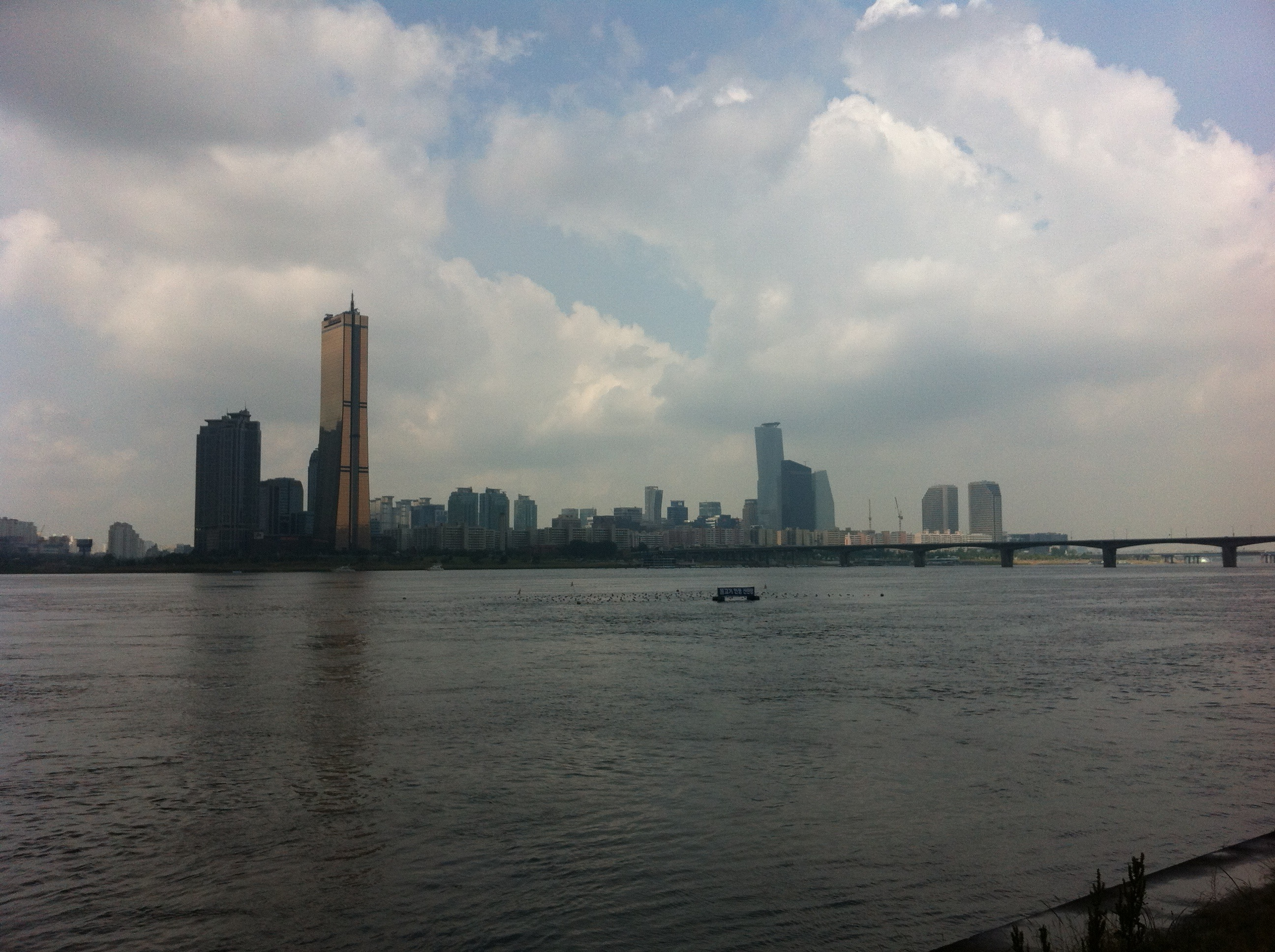
2012년 6월 5일.
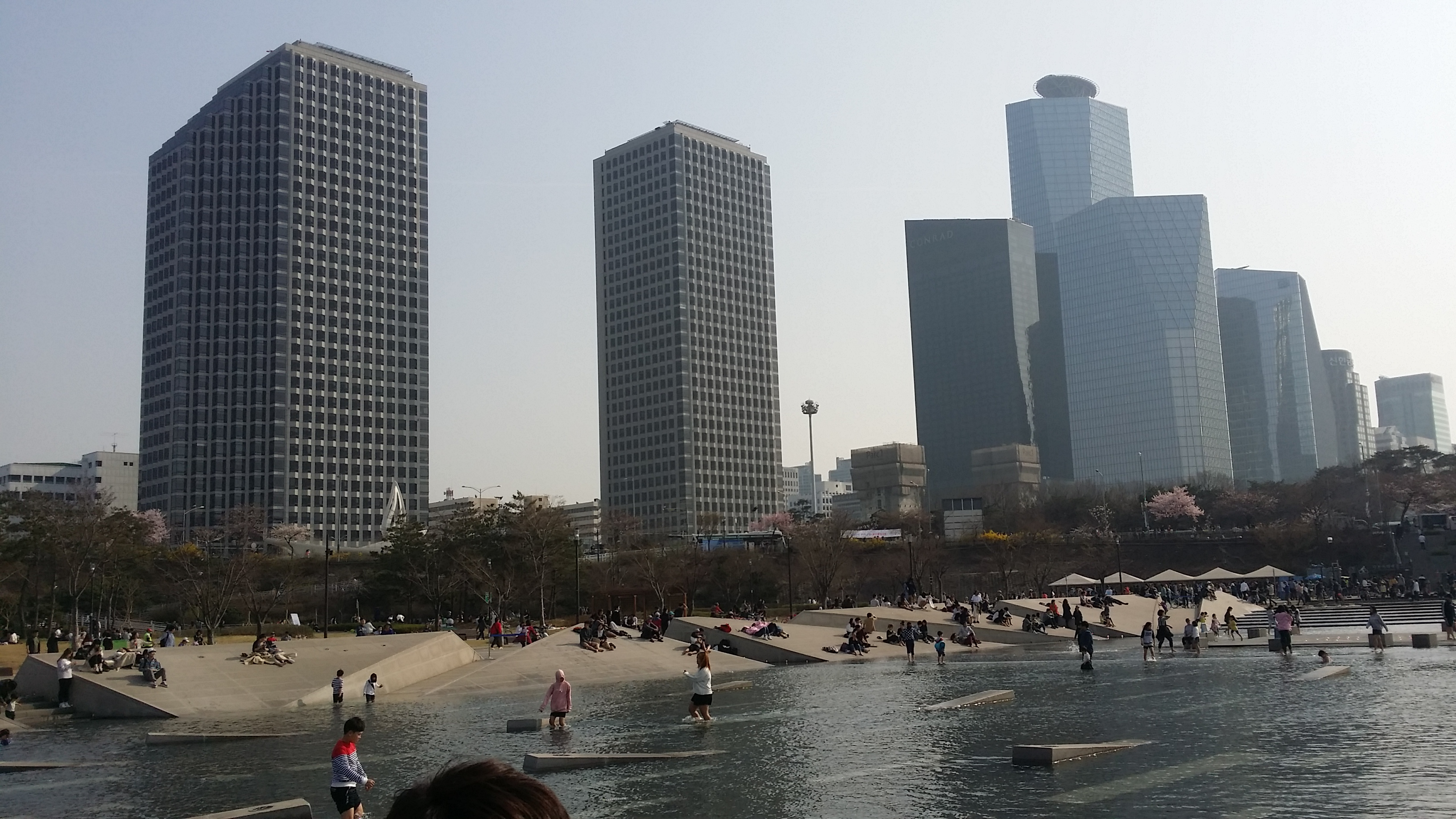
2016년 4월 27일.
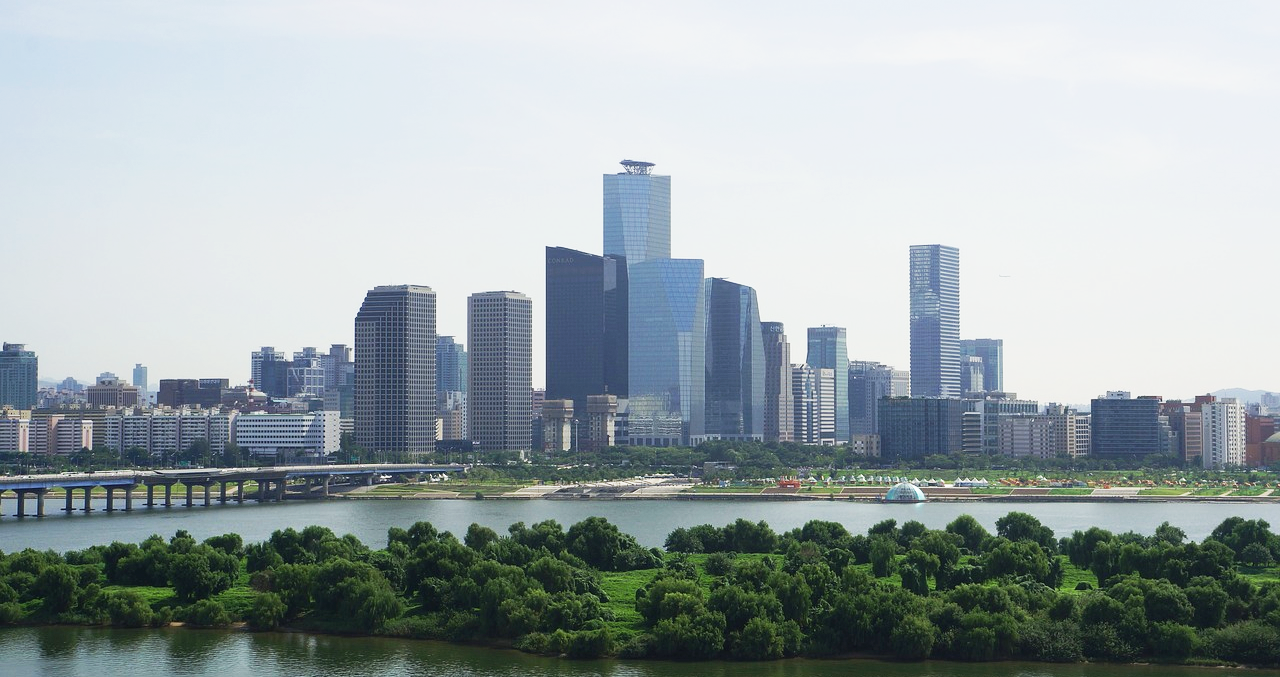
2016년 8월 10일.
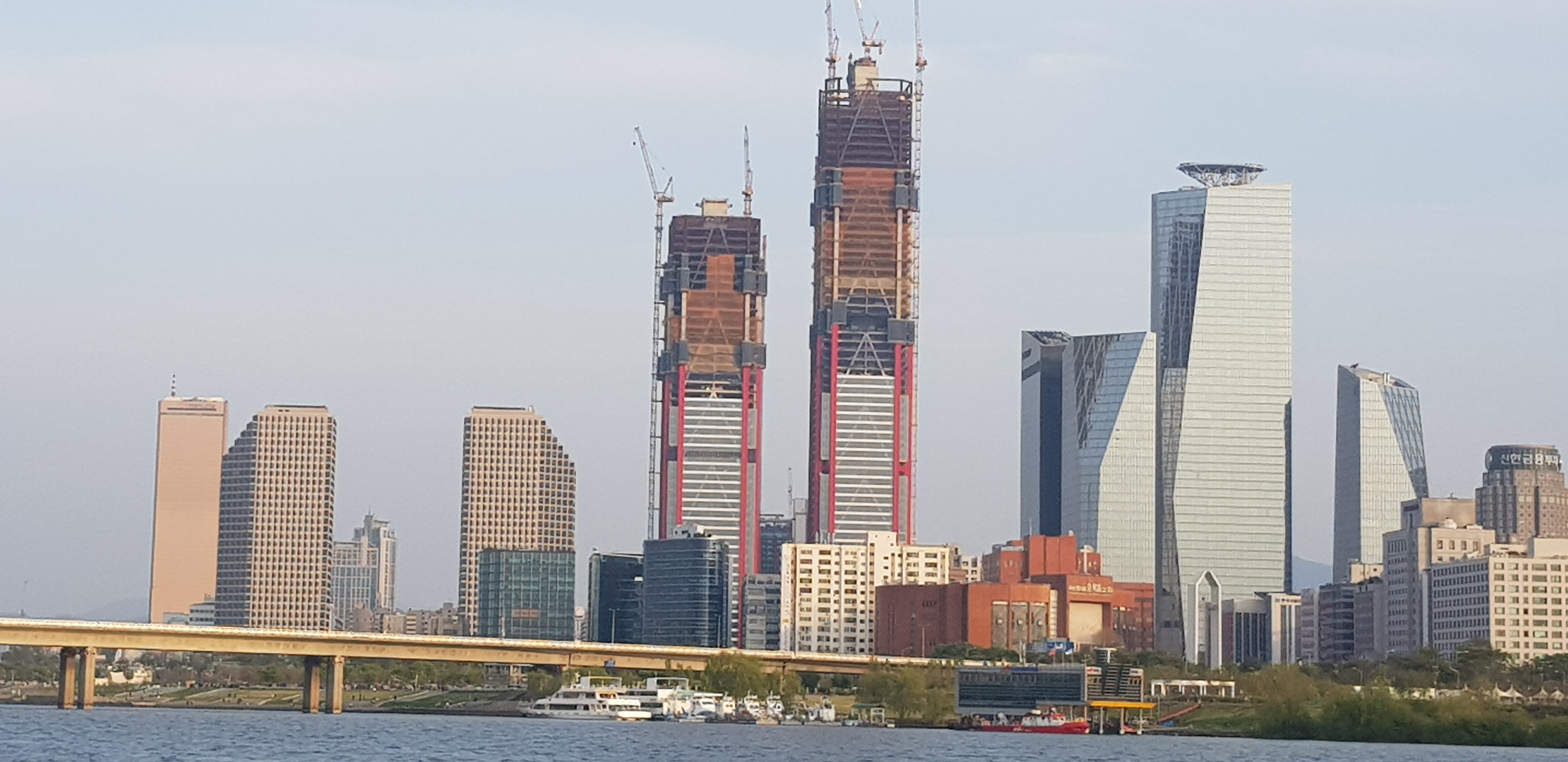
2019년 4월 21일.
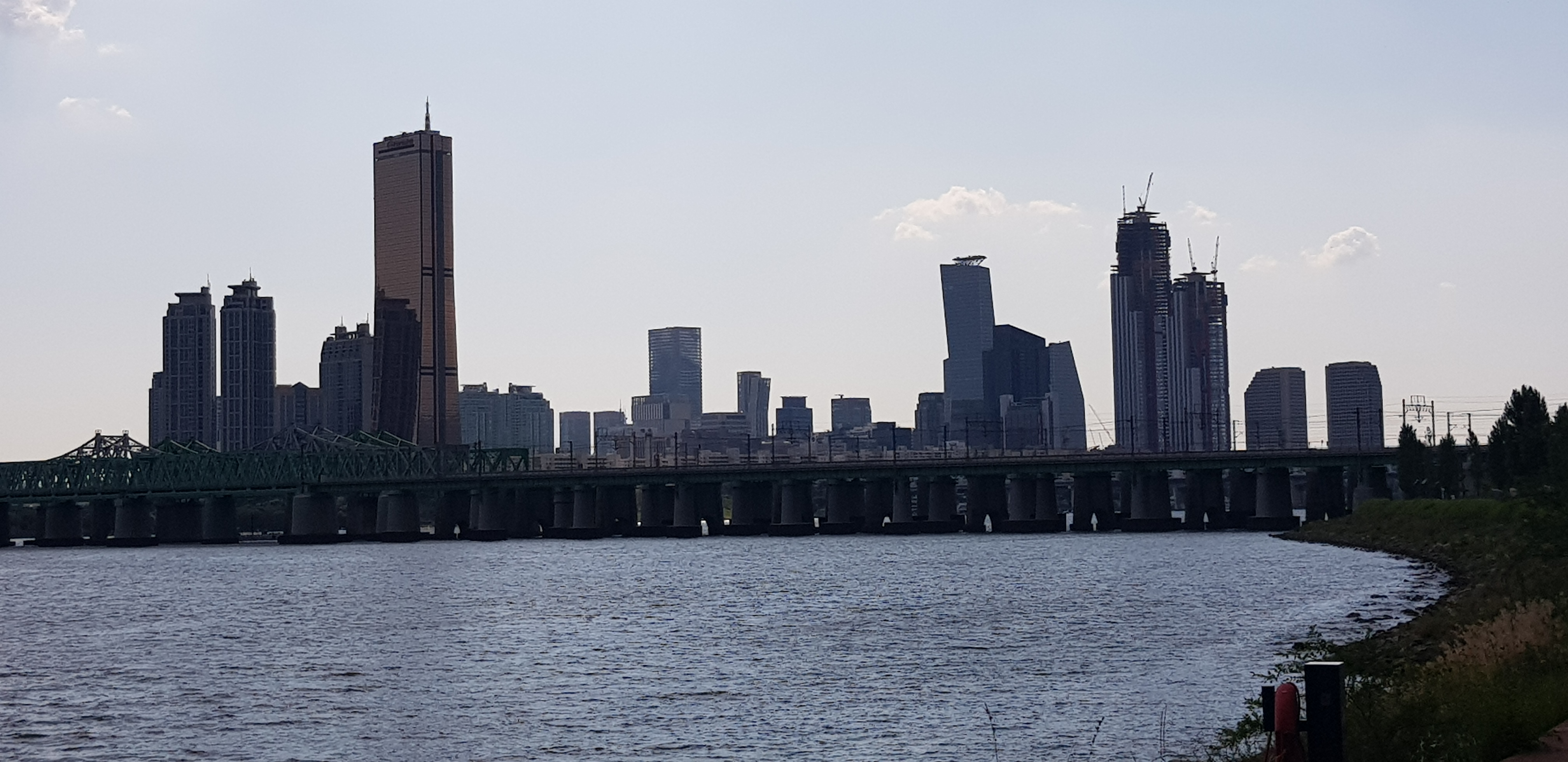
2019년 6월 23일.
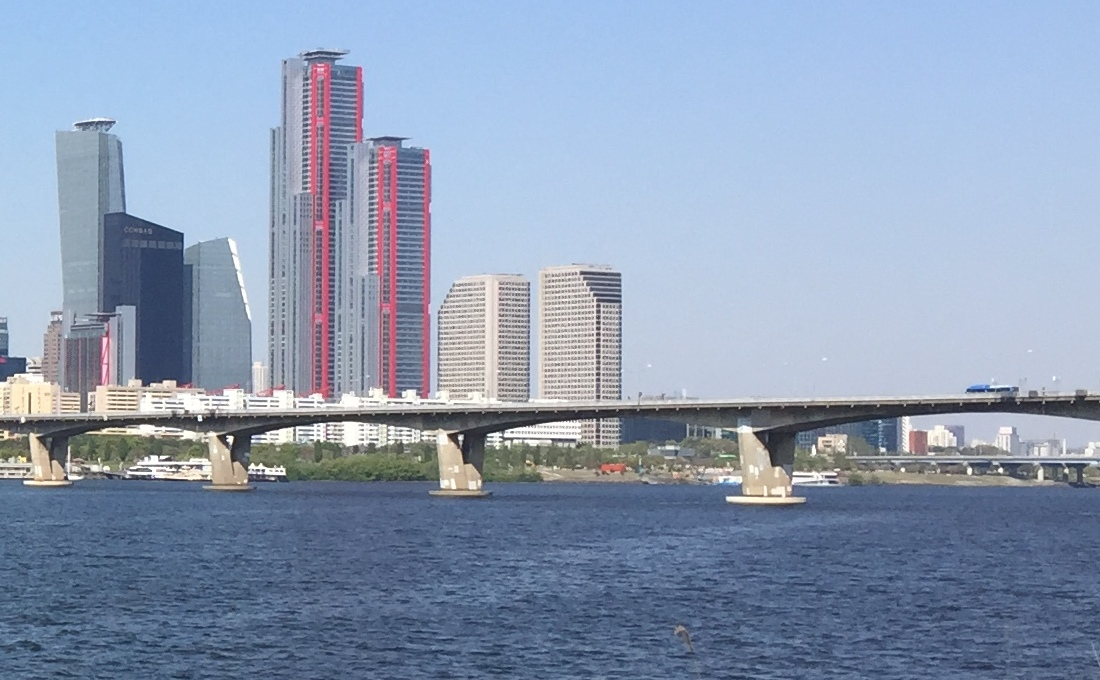
2020년 4월 26일.
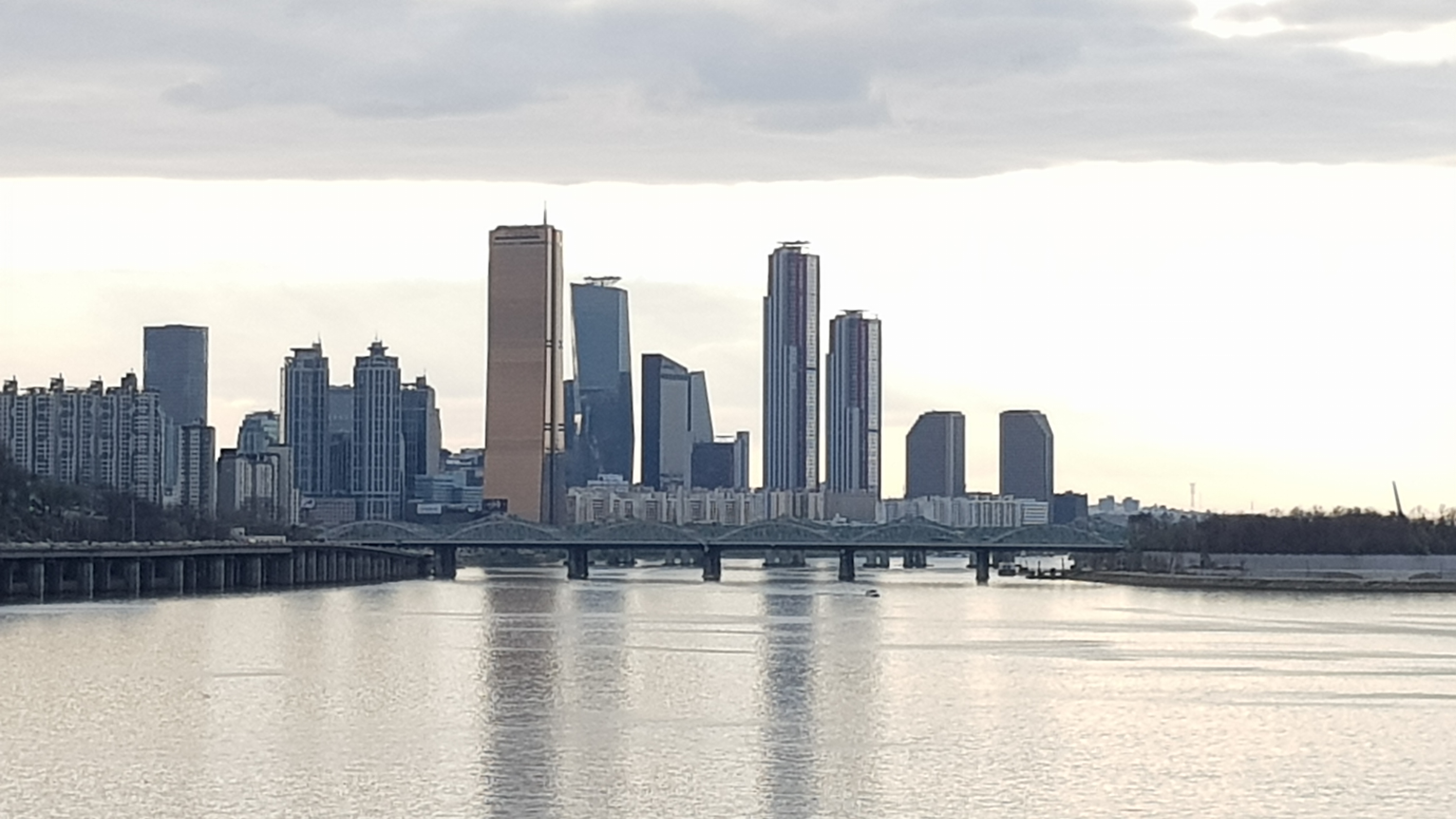
2021년 4월 4일.
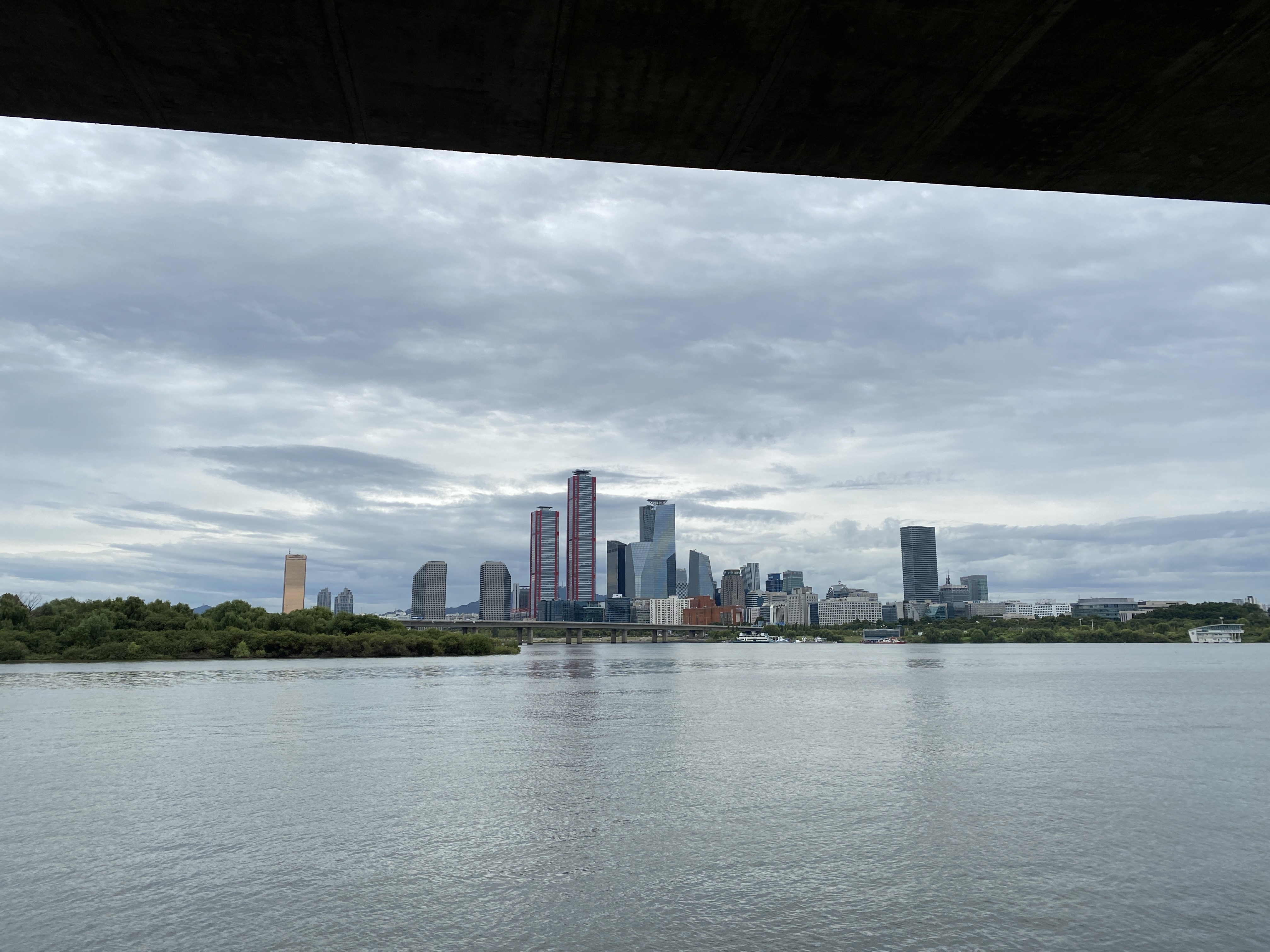
2021년 9월 25일.
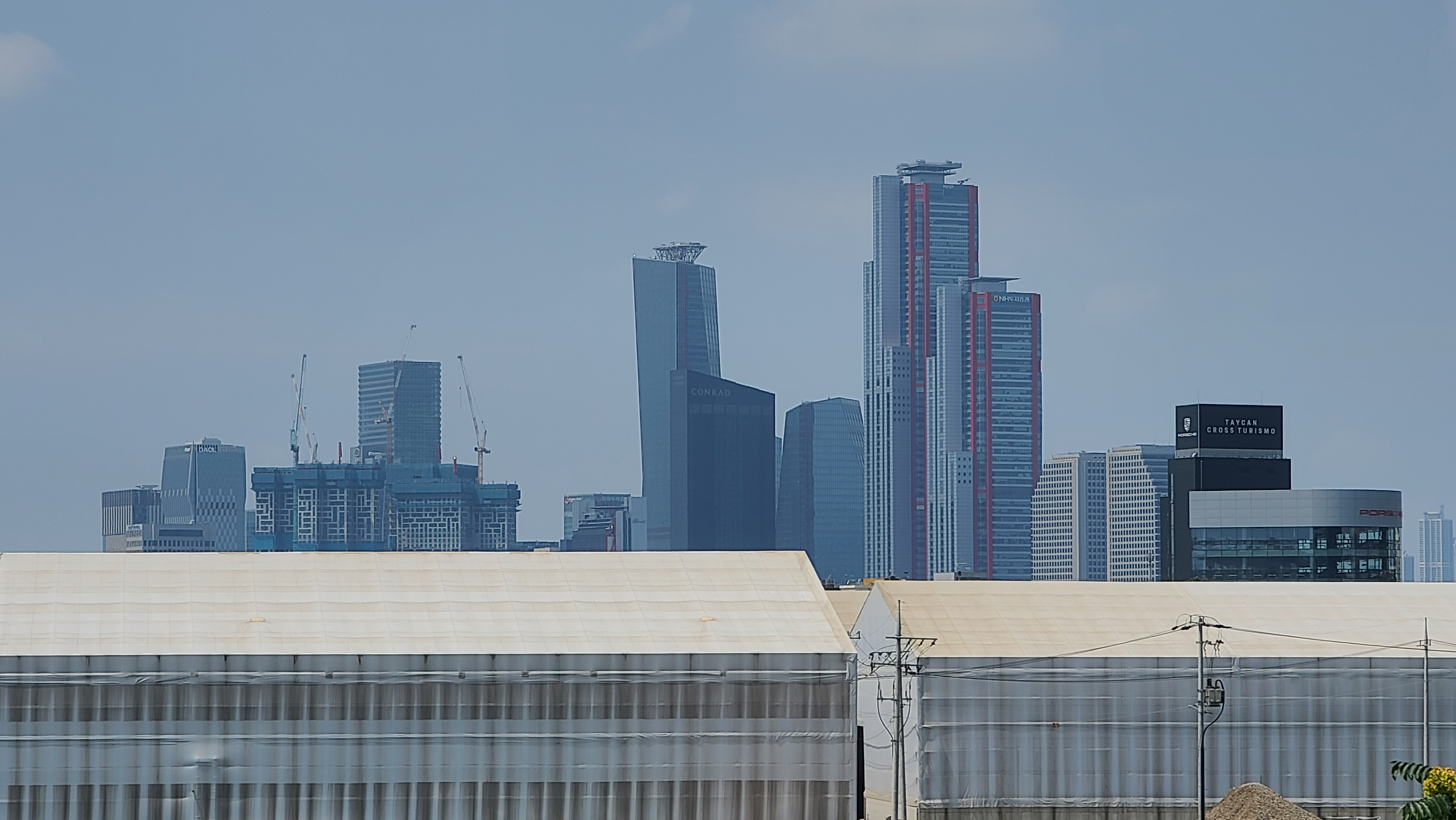
2022년 7월 28일.
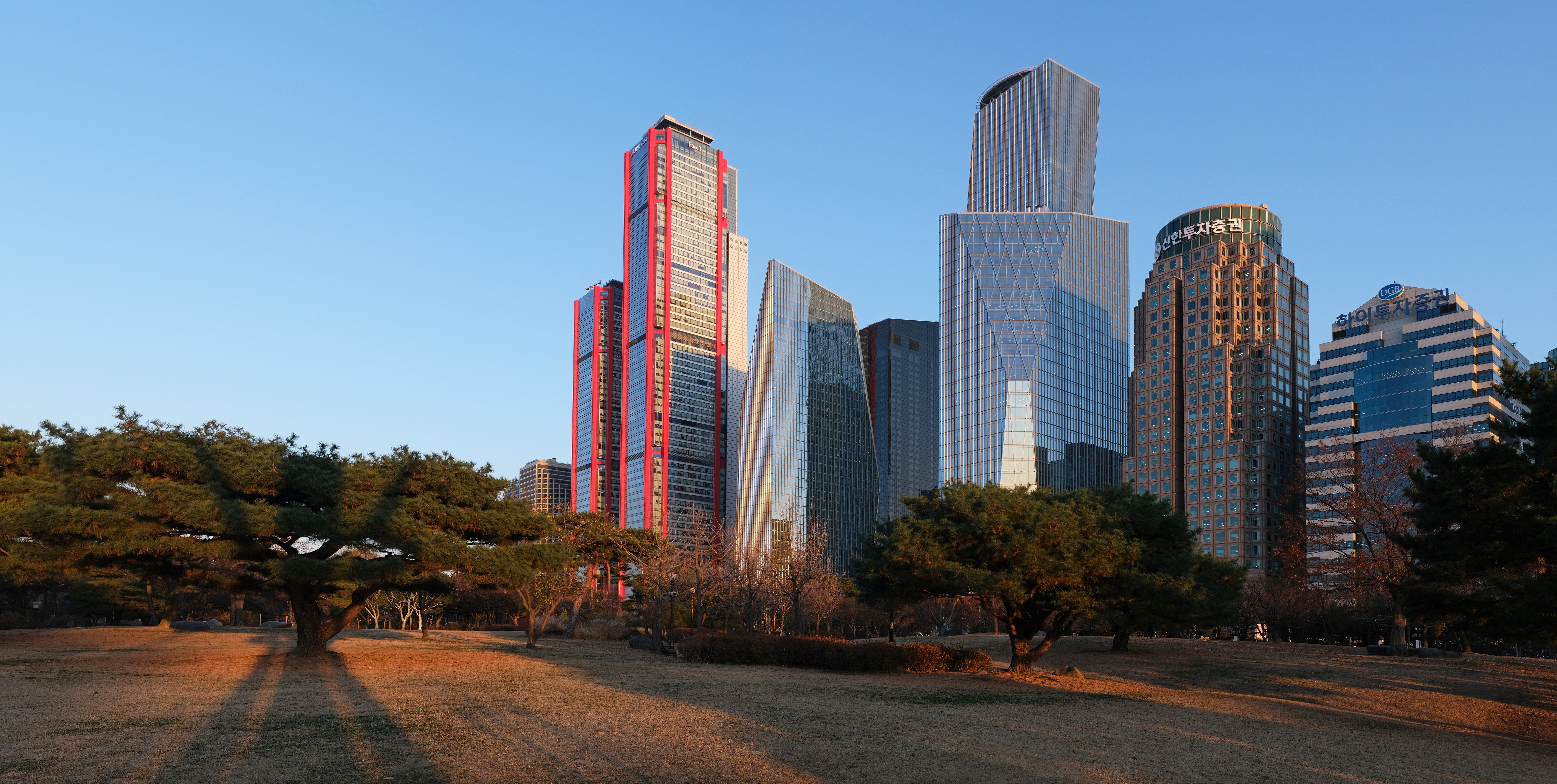
2022년 11월 1일.
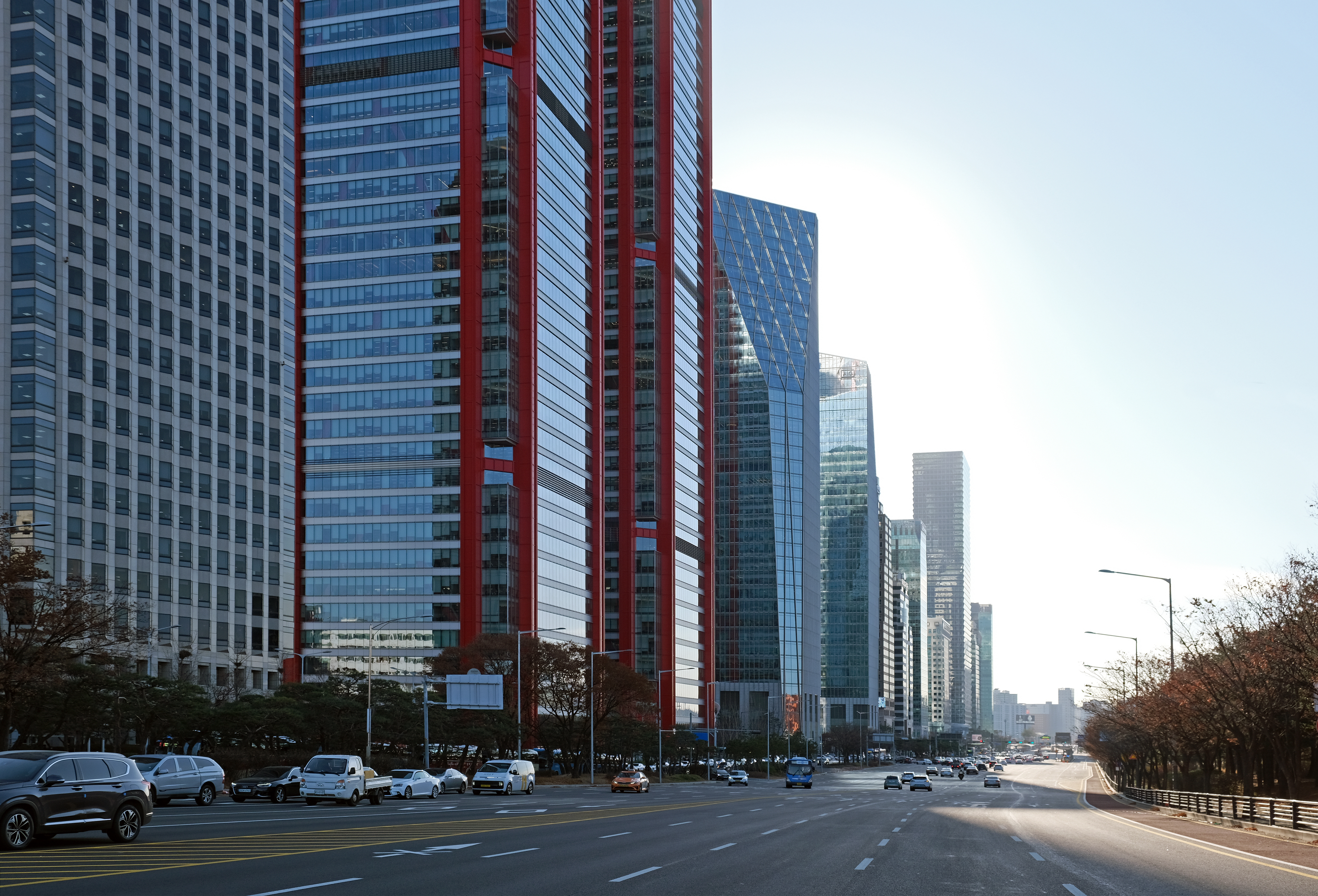
2022년 11월 1일.
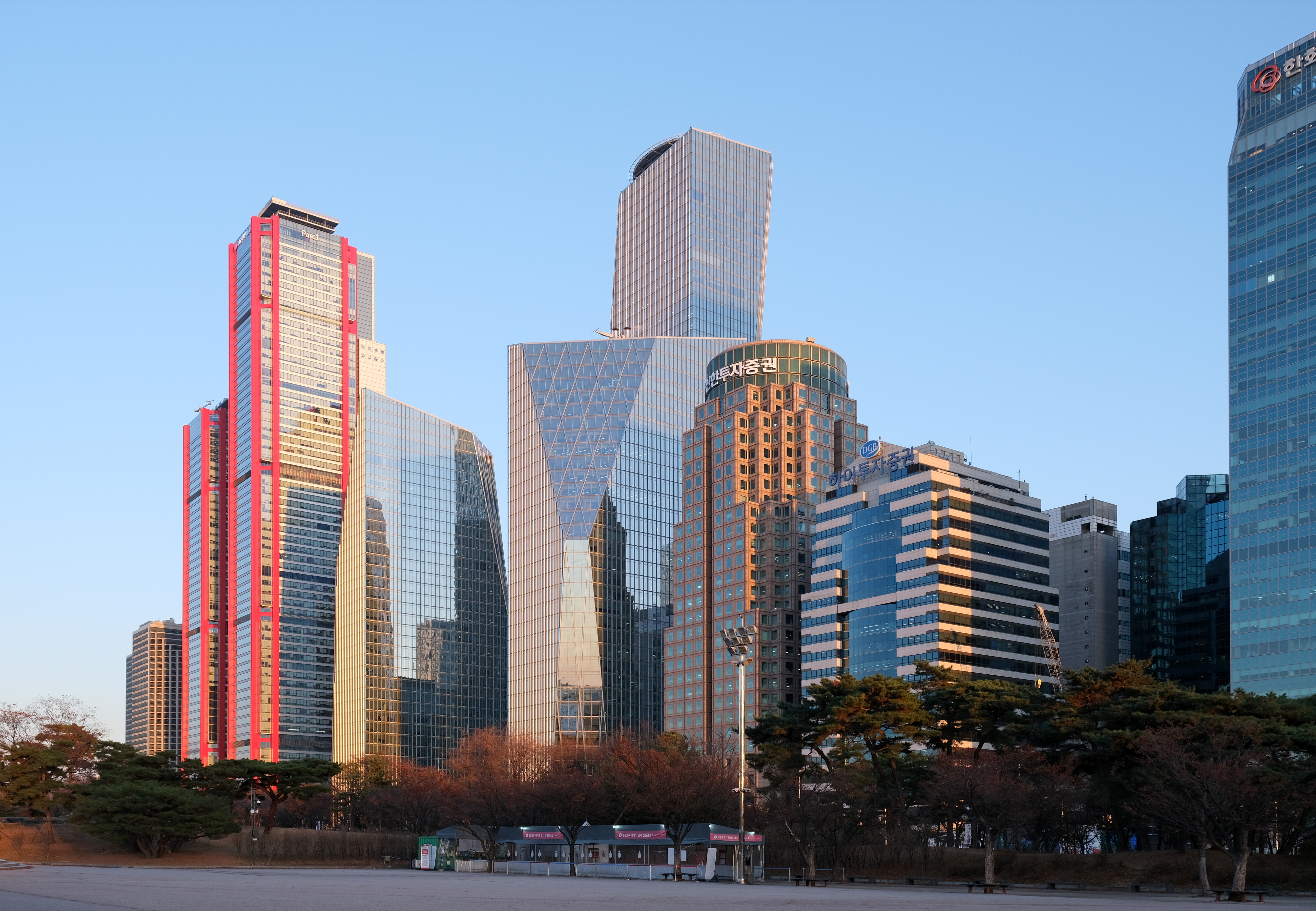
2022년 11월 1일.
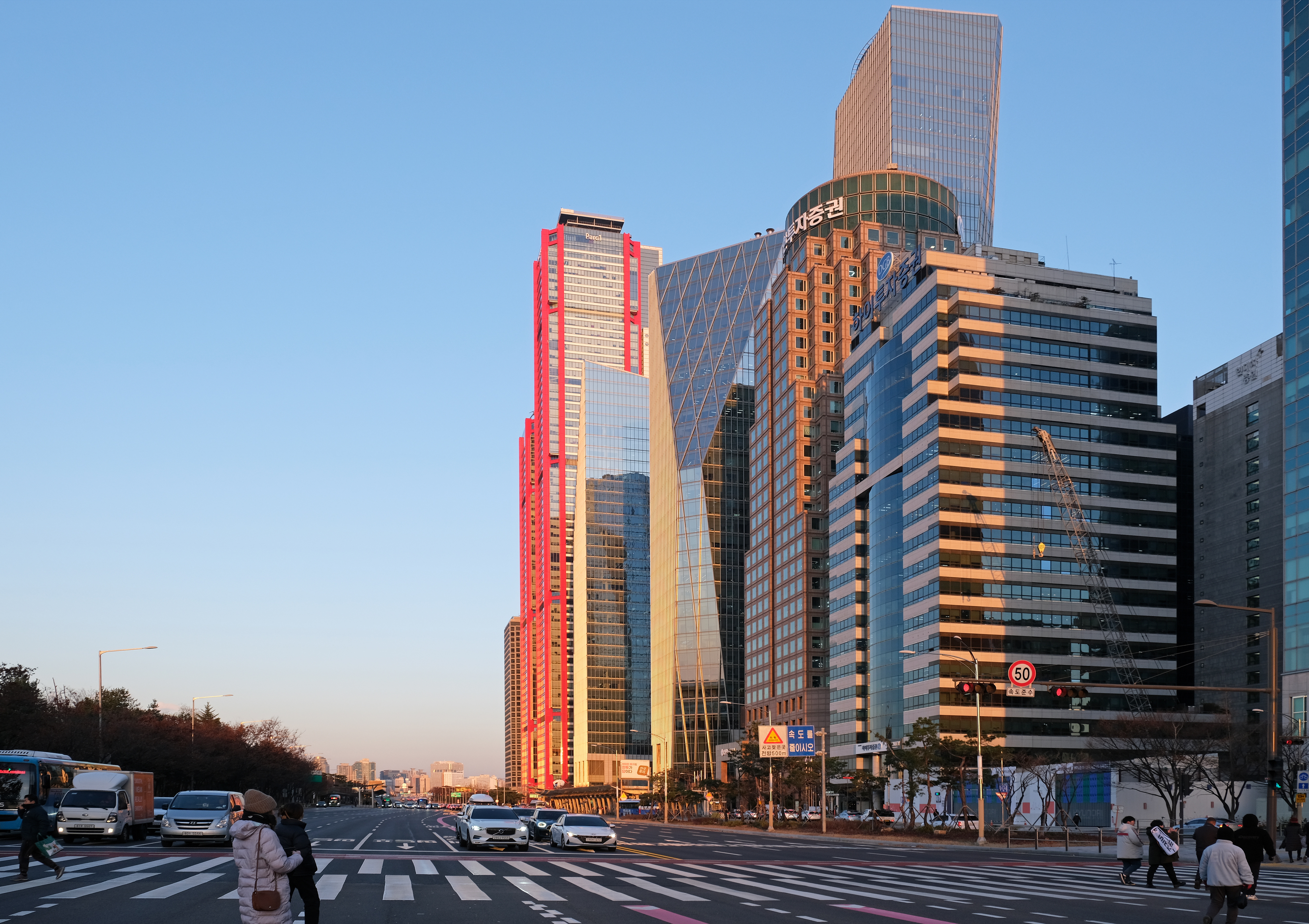
2022년 11월 1일.
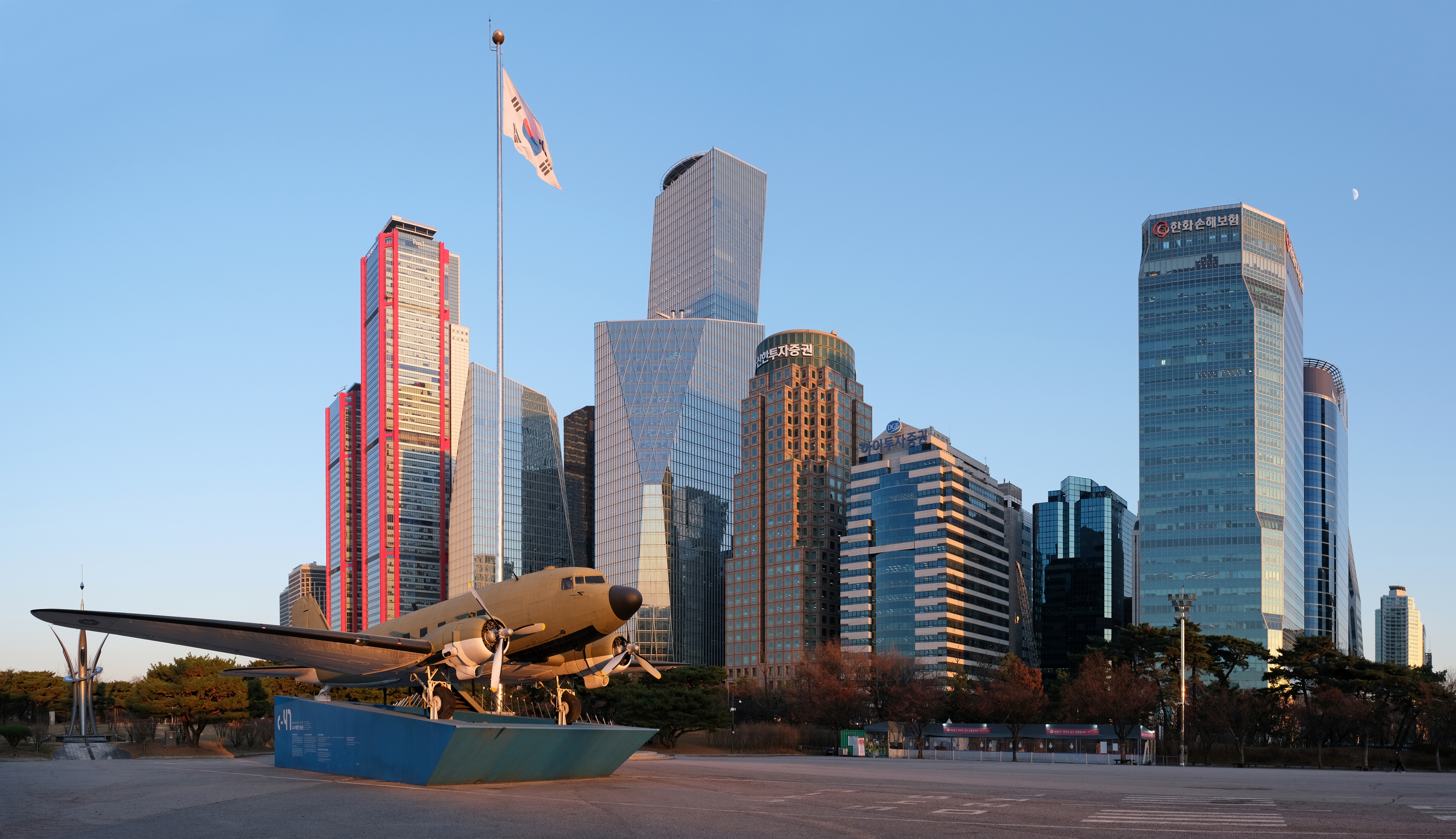
2022년 11월 1일.

## 교통
- ● 수도권 전철 5호선 - 여의도역
- ● 서울 지하철 9호선 - 여의도역
- 여의도환승센터

## 같이 보기
- 여의도
- 마천루 목록
- 초고층 호텔 목록
- 대한민국의 호텔 목록
- 아시아의 마천루 목록
- 대한민국의 마천루 목록
- 서울특별시의 마천루 목록